# Brunfelsia nitida
Brunfelsia nitida ist eine Art aus der Sektion Brunfelsia der Gattung Brunfelsia. Die Pflanzen kommen endemisch auf Kuba vor.

## Beschreibung
Brunfelsia nitida ist ein unbehaarter Strauch oder kleiner Baum. Die Laubblätter sind nahezu lederig und glänzend. Sie sind umgekehrt lanzettlich oder umgekehrt eiförmig geformt, sie werden 5 bis 6,5 cm lang und 1,5 bis 3 cm breit. Nach vorn hin sind sie spitz oder spitz zulaufend, die Basis ist verschmälert. Die Blattstiele sind 3 bis 4 mm lang.
Die Blüten stehen einzeln in den Achseln an kurzen, mit Tragblättern besetzten Zweigen oder gelegentlich stehen die Blüten auch in Büscheln. Die Blütenstiele sind 5 bis 10 mm lang. Der Kelch ist 1 bis 1,2 cm lang und ist bis fast zur Basis gespalten. Die lanzettlich oder elliptisch geformten Kelchlappen sind 7 bis 8,5 mm lang und spitz oder spitz zulaufend. Die Krone ist weiß gefärbt, der Kronsaum hat einen Durchmesser von 3,3 bis 5 cm. Die Kronlappen sind gewellt, die Kronröhre ist schlank und etwa 10 cm lang. Die Staubfäden haben eine Länge von etwa 1 cm.
Die Früchte sind kugelförmig und etwa 1 cm groß. Die Oberfläche ist glatt und unbehaart. Die Samen sind etwa 5 mm lang, die Samenoberfläche ist netzartig-grubig.
Die Chromosomenzahl beträgt 2n = 22.

## Vorkommen
Brunfelsia nitida ist endemisch auf Kuba, wird in Mittelamerika und auf anderen Karibikinseln kultiviert und ist dort gelegentlich verwildert.